# Winter Games
Winter Games är ett datorspel med sporttema, utvecklat av Epyx (och släppt i Europa av US Gold), baserat på grenar i olympiska vinterspelen.
Spelet har vintersporttema och blev en uppföljare till den stora framgången Summer Games, Winter Games släpptes 1986 till Commodore 64 och överfördes till flera av 1980-talets populära hemdatorer och spelkonsoler.
Spelet presenterades som en virtuell multisportkarneval vid namn "Epyx Winter Games" (ingen licens av den internationella olympiska kommittén fanns) med upp till 8 spelare, och alla valde ett land att representera och tävla om medalj i olika tävlingar.

## Grenar
Grenarna varierade något beroende på version, men innehöll några eller alla av följande:
- Alpin skidåkning
- Backhoppning
- Skidskytte
- Bob
- Konståkning
- Hastighetsåkning på skridskor
- Rodel
- Freestyleskidåkning; hoppmomenten, kallade "Hot Dog" i spelet.

I spelet kan man välja att tävla i alla grenar, välja några av grenarna, välja bara en gren, eller träna i en gren.

## Porteringar
Winter Games porterades till Amiga, Apple II, Atari ST, Apple Macintosh, Apple IIGS, Amstrad CPC, ZX Spectrum, och DOS, och till Atari 2600, Atari 7800, Nintendo NES, och Famicom Disk System. 2004 fanns det med som ett av spelen till C64 Direct-to-TV.

## Mottagande
Spelet recenserades 1988 i Dragon #132 av Hartley, Patricia, och Kirk Lesser i kolumnen "The Role of Computers". Recensenterna gav spelet 3½ av 5 stjärnor.